# Ionoforesi
La ionoforesi  (iòno-phòresis = trasporto di ioni) è una tecnica di somministrazione farmaceutica attraverso gli epiteli (somministrazione per via transcutanea o transepiteliale), utilizzando una corrente continua (corrente galvanica), prodotta da un apposito generatore. Sostanzialmente si potrebbe definire un'iniezione "senza ago".

## Descrizione
I vantaggi della somministrazione di farmaci con questa modalità sono:
- Evitare la somministrazione per via sistemica (orale, intramuscolare, endovenosa);
- Applicare il farmaco direttamente nella sede corporea interessata dalla patologia;
- Permettere l'introduzione del solo principio attivo, senza veicolanti (eccipienti);
- Permettere agli ioni di legarsi a determinate proteine protoplasmatiche;
- Iperpolarizzare le terminazioni nervose.

### Somministrazione non via sistemica
La somministrazione per via sistemica può presentare controindicazioni o effetti collaterali. Questo perché, per garantire una valida azione terapeutica, il farmaco deve necessariamente raggiungere una concentrazione ematica (percentuale di farmaco circolante nel sangue), tale da poter garantire una valida azione terapeutica e con concentrazioni "terapeutiche" può interessare e interagire con strutture (tessuti, organi) non direttamente target del farmaco. Ciò determina la presenza nel circolo vascolare, oltre che del farmaco, anche di metaboliti dello stesso, prodotti dal fegato, i quali devono essere smaltiti dall'organismo per varie vie, prima fra tutte la via renale. A ciò si aggiunge il danno indiretto provocato dal farmaco ad altri organi, dovuto all'alterazione delle condizioni in cui questo normalmente opera, come nel caso dell'apparato digestivo, in cui alcuni farmaci alterano l'equilibrio acido-base, con conseguenze anche gravi (ad es. gastriti e gastroduodeniti causati dall'assunzione di farmaci antinfiammatori non steroidei.

### Applicazione diretta
Il secondo vantaggio è quello di poter applicare il farmaco direttamente nella zona da curare, riducendo così i tempi terapeutici, con conseguente regressione dei sintomi in un tempo minore. Affezioni dolorose (algie) dell'apparato muscolo-scheletrico, derivanti da artrite, artrosi, sciatica, lombalgia, cervicale, strappi muscolari... vengono quindi curate circoscrivendo l'effetto terapeutico solo alla zona interessata.

### Utilizzo del solo principio attivo
Il terzo è la possibilità di introdurre il solo principio attivo del farmaco, in forma ionica, senza gli eccipienti, i quali, spesso, sono fonte di reazioni più o meno avverse.

### Unione degli ioni alle proteine
Al quarto punto dobbiamo considerare che il farmaco in forma ionica, si lega a proteine protoplasmatiche specifiche, aumentandone il tempo di permanenza nelle sedi anatomiche interessate (emivita), potendo quindi diminuire le quantità di farmaco utilizzate per la stessa patologia rispetto ad altre vie di somministrazione. È stato possibile misurare che questo sistema terapeutico ha la capacità di far assorbire alla regione ammalata una quantità di farmaco fino a 100 volte maggiore di quella assorbita, ad esempio, per via orale.

### Iperpolarizzazione delle terminazioni nervose
L'applicazione di correnti continue a bassa intensità ha il risultato di iperpolarizzare le terminazioni nervose, determinandone un elevamento della soglia di eccitabilità, ottenendo quindi un effetto antalgico elevato (effetto TENS). Ciò si verifica perché tutti i farmaci presentano ioni positivi, negativi, o entrambi (bipolari) - carichi quindi elettricamente - e, sfruttando il principio fisico della migrazione ionica da un polo elettrico all'altro, si ottiene una somministrazione transcutanea, che sfrutta cioè la pelle come via di somministrazione.

## Generatore
Dal punto di vista strettamente elettronico un generatore per ionoforesi è essenzialmente un generatore di corrente costante a bassa intensità (generalmente vengono usate correnti tra i 5 milliampere e i 10 milliampere), che eroga cioè una corrente continua stabile nel tempo, corredato da vari sistemi di controllo e temporizzazione, in modo da consentire la creazione di un campo elettrico il quale viene applicato, tramite due elettrodi, uno positivo e l'altro negativo, costituiti da placche in gomma conduttrice ricoperte da una superficie assorbente, posti sulla cute del soggetto in prossimità della zona da trattare.Normalmente la tensione applicata non dovrebbe superare i 25 volt.

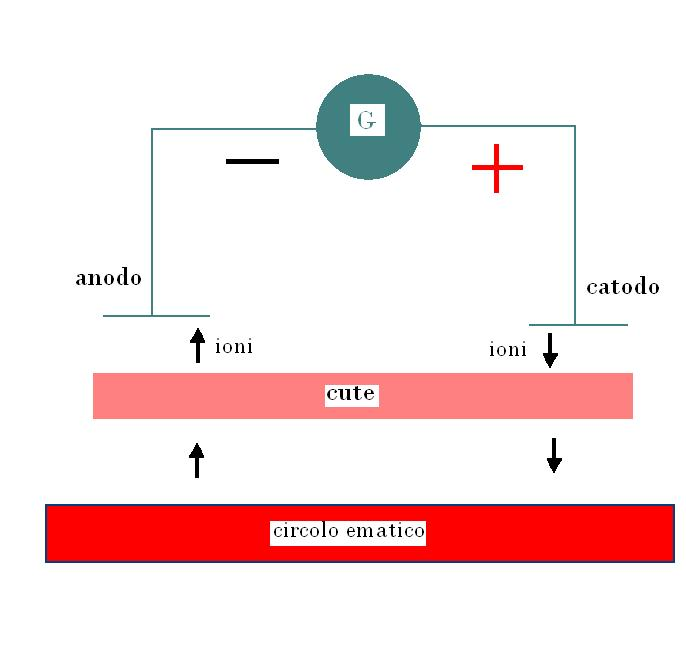
schema della ionoforesi

## Utilizzo
Il farmaco deve essere posto sull'elettrodo corrispondente alla sua polarità, ad esempio se il farmaco è di polarità positiva andrà applicato sulla placca positiva, se negativa sulla placca negativa, se bipolare indifferentemente.
Applicando la placca con il farmaco sulla zona da trattare e l'altra placca a una distanza di circa 20/30 cm, la corrente veicolerà il farmaco così ionizzato, all'interno dei tessuti perché gli ioni del farmaco stesso migreranno verso il polo opposto fino al completo assorbimento.
Occorre ricordare inoltre che le sacche contenenti le placche conduttive andrebbero prima immerse in una soluzione semisatura di acqua di rubinetto e cloruro di sodio(sale da cucina),quindi strizzate accuratamente, infine si potrà distribuire il farmaco sulla sacca ancora umida. Dopo l'applicazione le sacche e gli elettrodi dovranno essere lavati solo con acqua semplice senza l'uso di detersivi. Anche la zona da trattare andrà pulita con acqua semplice. ATTENZIONE:non usare alcool denaturato o altri detergenti per la pulizia della pelle e delle sacche poiché i loro componenti verrebbero veicolati insieme al farmaco. In una riflessione statistica è bene sapere che il farmaco potrebbe non scegliere la via più breve per migrare da un elettrodo all'altro.
Ovviamente se sulle zone in cui andranno applicati gli elettrodi fossero presenti piccole ferite o nei, verruche ecc.occorrerà coprirli con cerottini impermeabili per evitare bruciature anche gravi in quei punti.
A titolo di esempio, nella tabella che segue, sono riportati vari principi attivi e soluzioni medicamentose e la loro polarità.
| +Polarità dei principi attivi            |          |
| Principio attivo                         | Polarità |
| Acetilsalicilato di lisina               | Negativa |
| Baclofene                                | Positiva |
| Benzidamina cloridrato                   | Bipolare |
| Dantrolene                               | Positiva |
| Diclofenac sodico                        | Negativa |
| Fenilbutazone                            | Positiva |
| Flumetasone                              | Negativa |
| Glicole salicilato                       | Positiva |
| Idrocortisone                            | Positiva |
| Indometacina sale di glumina             | Negativa |
| Ketoprofene                              | Negativa |
| Metile nicotinato                        | Positiva |
| Novocaina                                | Positiva |
| Pentosano polifosfoestere                | Negativa |
| Pridinolo mesilato                       | Positiva |
| Sulfopoliglicano                         | Positiva |
| Tiochilcoside                            | Positiva |
| Vitamina B1 e B2                         | Positiva |
| Alfachimotripsina soluz. all'1‰          | Positiva |
| Bicloridato di istamina soluz. allo 0.2‰ | Positiva |
| Benzidamina soluz. al 5%                 | Positiva |
| Carbaina soluz. al 5%                    | Positiva |
| Citrato di potassio soluz. all'1‰        | Positiva |
| Cloruro di calcio soluz. al 2%           | Positiva |
| Cloruro di sodio soluz. al 2%            | Negativa |